# Habitat naturel (revue)
Pour les articles homonymes, voir Habitat.
Habitat Naturel est un magazine trimestriel fondé en 2005, spécialisé dans l'éco-construction, la haute performance énergétique et les énergies renouvelables ainsi que les toitures, terrasses etc.. Chaque numéro présente des reportages sur des éco-constructions et éco-rénovations inédites, des dossiers techniques, ainsi que des exemples d'utilisation de matériaux biosourcés et de maisons passives. Le magazine est publié par Armada Concept S.A.S à Villiers-le-Morhier, sous la direction de Didier Lefèvre et Gwenola Doaré.